# 羽深由理
羽深 由理 （はぶか ゆり、Habuka Yuri 、1988年12月4日 - ）は、日本の作曲家、編曲家。東京都出身。カレント所属。

## 来歴・人物
2007年、東京学芸大学附属高等学校を卒業後、東京芸術大学音楽環境創造科に入学。
主にアニメーションの映像音楽の研究、数々の作品に音楽で参加する。安宅賞、アカンサス音楽賞を受賞し首席で卒業。2011年、大学院へ進学。
2012年、TBS系列ドラマ「ATARU」に楽曲提供し、劇伴作曲家として活動を始める。音楽制作プロダクションカレントに所属。
2013年、東京芸術大学大学院修士課程を修了。

## 主な作品

### 映画
2013年
- 劇場版 ATARU THE FIRST LOVE & THE LAST KILL （河野伸、Roh Hyoung Wooと共作）
- 万能鑑定士Q -モナ・リザの瞳- （大間々昂と共作）

2016年
- クリーピー 偽りの隣人

2017年
- こどもつかい

2019年
- 今日も嫌がらせ弁当
- 映画 すみっコぐらし とびだす絵本とひみつのコ  （出羽良彰、堀川真理子と共作）

2021年
- 映画 すみっコぐらし 青い月夜のまほうのコ  （出羽良彰、南方裕里衣と共作）

2023年
- 映画 すみっコぐらし ツギハギ工場のふしぎなコ  （堀川真理子、阪本衛と共作）

### テレビドラマ
2012年
- ATARU（TBS） （河野伸、Roh Hyoung Wooと共作）
- 黒の女教師（TBS）（出羽良彰と共作）

2013年
- カラマーゾフの兄弟（フジテレビ）
- ラスト♡シンデレラ（フジテレビ）（半沢武志と共作）
- クロコーチ（TBS）（出羽良彰と共作）

2014年
- ママとパパが生きる理由。（TBS）

2015年
- 問題のあるレストラン（フジテレビ）（出羽良彰と共作）
- 婚活刑事（読売テレビ•日本テレビ系）（出羽良彰と共作）
- ABUアジア子どもドラマシリーズ2015「ブラジルへの近道」（7月21日、NHK教育テレビジョン）
- 5→9〜私に恋したお坊さん〜（フジテレビ）（出羽良彰と共作）

2016年
- ダメな私に恋してください（TBS）（出羽良彰と共作）
- コントレール〜罪と恋〜（NHK総合）（大間々昂と共作）

2017年
- 本日は、お日柄もよく（WOWOW）
- 定年女子（NHK BSプレミアム)

2018年
- 花のち晴れ〜花男 Next Season〜（TBS）（大間々昂、平野義久、鈴木真人と共作）
- 名探偵コジン（フジテレビ）

2019年
- さすらい温泉♨遠藤憲一（テレビ東京）
- 人生が楽しくなる幸せの法則（読売テレビ・日本テレビ系）

2022年
- ハレ婚（朝日放送テレビ）
- メンタル強め美女白川さん（テレビ東京系）

### テレビアニメ
2014年
- 目玉焼きの黄身 いつつぶす?（NHK）

2015年
- 英国一家、日本を食べる（NHK）共作）

2018年
- ざんねんないきもの事典（作曲、歌　2018年 - 、NHKEテレ）

2019年
- ヤマンへの手紙（―ヒバクシャからの手紙―）(NHK)

2021年
- 宇宙なんちゃら こてつくん（2021年 - 、NHK Eテレ）共作）

2022年
- 夫婦以上、恋人未満。（AT-Xほか）

2023年
- すみっコぐらし そらいろのまいにち（2023年10月26日 - 2023年11月5日、日本テレビ）

2025年
- はーい!ミャクミャクです（2025年3月3日 - 2025年3月6日、NHK総合）
- すみっコぐらし ここがおちつくんです（2025年4月4日 - 、日本テレビ）
- 前橋ウィッチーズ（TOKYO MXほか）

### Webアニメ
- POKÉTOON（2021年、YouTube）ep.2~7 音楽

### テレビその他
- Eテレアーカイブス（NHK Eテレ、2012年 - 2013年）OP音楽
- あなたの駅前物語（テレビ朝日、2017年4月6日 - ）音楽
- TVチャンピオン極 〜KIWAMI〜（テレビ東京、2018年 - 2019年）音楽 （共作）
- 秒でNEWS180（テレビ東京、2022年 - ）音楽

### テレビCM
2013年
- セガ「ぷよぷよ!!クエスト」編（編曲）
- セガ「チェインクロニクル」編（編曲）
- セガ「SEGA NETWORKS」編（編曲）

2015年
- 龍角散「龍角散ダイレクト」あなたのノドにボディーガード 選挙演説篇
- 龍角散「らくらく服用ゼリー」おしゃべりな人間のために
- ジャパネット（2015年 - ）

2016年
- 龍角散「龍角散ダイレクト」お休み前にも龍角散篇
- 龍角散「龍角散ダイレクト」 ノドを健やかに龍角散 篇
- 龍角散「龍角散ダイレクト」口呼吸トラブルには龍角散篇

2017年
- グランドセイコー　SBGR251「世界の審美眼を挑発する。」
- 雪印メグミルク　雪印コーヒー「Now & Then｜人は昔から知っている」

2018年
- 龍角散「龍角散ダイレクト」のどの御守り、龍角散篇
- イーオン「おためしレッスン」

### ラジオ
- NHK FMシアター「断崖のふたり」（NHKFM、2017年5月13日）音楽
- 横山だいすけ はじめのいっぽ（TBSラジオ、2017年10月8日 - 2020年3月29日）テーマ音楽

### 楽曲提供
- 上白石萌音「あなたの声」(2017年10月4日、NHK「みんなのうた」楽曲、ポニーキャニオン）作編曲

### 編曲
- 浜崎あゆみ クラシックAL『Winter diary〜 A7 Classical〜』 Tr07 NO FUTURE （2015年）オーケストラ編曲
- 『天才おばかクラシック その1』 Tr5 「0歳の景色」 / ももなお姉さん（2017年）編曲
- ポケットモンスター　スカーレット・バイオレット（2022年）メインテーマ編曲・ジムバトルBGMオーケストレーション

### その他広告
- Takashi Murakami | Shu Uemura — 2016 holiday collection — tokyo wrapping　（2016年）音楽
- 梅田スカイビル　空中庭園　オリジナルアニメーション「空へ」（2018年〜）音楽
- 渋谷スクランブルスクエア　デジタルアート「COLORS OVER SCRAMBLE」（2021年）音楽